# Byłgarska federacija po rygbi
Bułgarska Federacja Rugby – ogólnokrajowy związek sportowy, działający na terenie Bułgarii, posiadający osobowość prawną, będący jedynym prawnym reprezentantem bułgarskiego rugby 15-osobowego i 7-osobowego, zarówno wśród mężczyzn, jak i kobiet we wszystkich kategoriach wiekowych w kraju i za granicą.
Odpowiedzialny jest za prowadzenie bułgarskich drużyn narodowych, a także za szkolenie zawodników oraz organizowanie krajowych rozgrywek ligowych i pucharowych.
W październiku 1955 roku klub Łokomotiw Sofia założył pierwszą w Bułgarii sekcję rugby. W ciągu kilku kolejnych lat powstały następne kluby i w roku 1959 zostały rozegrane pierwsze mistrzostwa Sofii. Federacja powstała w 1962 roku, w 1967 roku została członkiem FIRA, członkiem IRB została natomiast w roku 1992.